# AKS Chorzów
AKS Chorzów werd als Verein für Rasenspiele Königshütte in 1910 in Königshütte, het huidige Chorzów (Opper-Silezië) opgericht. In 1924 werd de club hernoemd als AKS Krolewska Huta (AKS Chorzów). In het seizoen 1936/1937 werd de club als promovendus tweede in het Poolse landskampioenschap.

## Geschiedenis

### VfR Königshütte

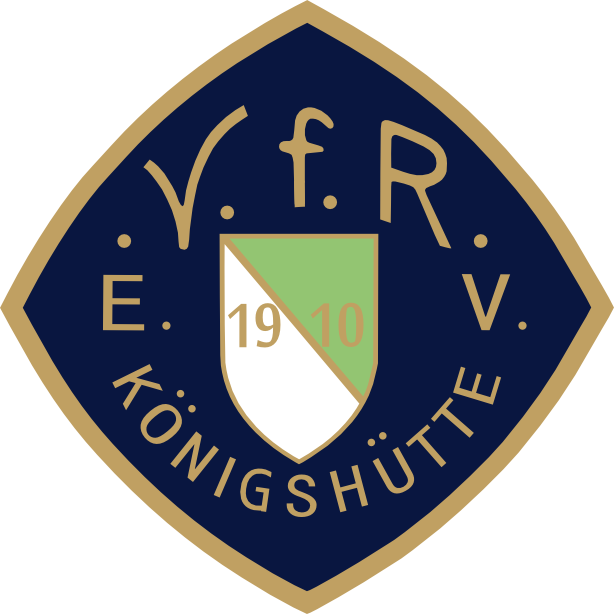
Logo VfR Königshütte.

De club werd op 22 augustus 1910 opgericht als VfR Königshütte. Datzelfde jaar nog nam de club deel aan de Opper-Silezische competitie, een van de reeksen van de Zuidoost-Duitse voetbalbond en verloor alle drie de wedstrijden. De volgende jaren eindigde de club in de lagere middenmoot. Tijdens de Eerste Wereldoorlog lag de competitie enkele jaren stil. In 1920 werd de club tweede achter Beuthener SuSV 09. In 1921 koos Königshütte resoluut voor een verblijf bij Duitsland in het Opper-Silezische plebisciet, maar omdat de omliggende dorpen voor Polen kozen en de stad anders een exclave zou worden moest ook Königshütte naar Polen. De club bleef wel aangesloten bij de Zuidoost-Duitse bond en nam in 191/22 opnieuw deel aan de competitie. De club werd kampioen van de Gau Beuthen en plaatste zich voor de eindronde, waarin ze derde werden achter FC Preußen 05 Kattowitz en TV Vorwärts Gleiwitz.
Op 13 juli 1922 was VfR een van de 43 Duitse clubs die nu in Polen lagen die de Wojewodschaft Fußballverband oprichtten. De clubs mochten geen lid meer zijn in Duitsland, maar wilden dit ook niet in Polen en daarom werd een eigen bond opgericht. De Poolse overheid werkte deze echter tegen waardoor die uiteindelijk ontbonden werd.

### AKS Chorzów
In september 1923 werd de clubnaam dan gewijzigd naar Amatorzy Krolewska Huta, Krolewska Huta was de nieuwe naam voor Königshütte. In 1925 nam de club deel aan de hoogste klasse in Polen en werd ingedeeld in een groep met ŁKS Łódź en Wisła Kraków en verloor alle vier de wedstrijden en degradeerde. In 1930 nam de club deel aan de promotie-eindronde, en werd daarin tweede achter Lechia Lwów. In 1934 werd de stadsnaam gewijzigd in Chorzów en de clubnaam in AKS Chorzów. In 1936 nam de club opnieuw deel aan de promotie-eindronde en werd opnieuw tweede, nu achter Cracovia Kraków, echter was dit deze keer wel voldoende om te promoveren. Beide clubs trokken de lijn door naar 1937 toen Cracovia landskampioen werd en AKS vicekampioen. De volgende twee seizoenen werd de club zesde en vierde.
Na het uitbreken van de Tweede Wereldoorlog werd de stad opnieuw Duits en werd FV Germania Königshütte opgericht als nieuwe club in de stad. Deze club was vrij succesvol en werd vier keer op rij kampioen en nam drie keer deel aan de eindronde om de Duitse landstitel.
Na het einde van de oorlog werd de stad terug Pools en werd AKS Chorzów heropgericht. In 1946 werd de competitie begonnen in bekervorm, de vier clubs die de halve finale bereikten speelden nu in een groepsfase om de titel, waarbij AKS derde werd. Het volgende seizoen werd de competitie in drie reeksen verdeeld en werd de clubs groepswinnaar en nam deel aan de eindronde om te titel met Warta Poznań en Wisła Kraków, waarin ze alle wedstrijden verloren. De volgende jaren eindigde de club nog in de subtop tot de resultaten langzaam bergaf gingen vanaf 1952 tot een degradatie volgde in 1954. In 1948 was de clubnaam gewijzigd in Budowlani Chorzów.
De club nam opnieuw de naam AKS Chorzów aan en in 1958 degradeerde de club ook uit de tweede klasse. De club werd na de oorlog systematisch tegengewerkt door de Poolse communistische regering vanwege het Duitse verleden van de club, waarbij zelfs de oprichtingsdatum niet erkend werd. Ruch Chorzów werd de dominante club van de stad. In 1966 degradeerde de club naar de vierde klasse. Na drie seizoenen keerde de club terug en speelde tot 14978 in de derde klasse. Van 1981 tot 1989 en van 1990 tot 1992 speelde de club  nog een laatste keer in de derde klasse. In 2002 kreeg de club financiële problemen en nam het jaar erna niet aan de competitie deel.
In 2003 begon de club opnieuw in de zevende klasse. De club werd twee keer op rij kampioen en speelde de volgende jaren ook in de subtop van de vijfde klasse, maar zakte daarna weg naar de middenmoot. Sinds de degradatie in 2014 is de club actief in de derde klasse.

## Poolse internationals
- Werner (Antoni) Janik
- Henryk Janduda
- Leonard Piontek (WK-deelnemer 1938)
- Wilhelm Piec
- Henryk Spodzieja
- Teodor Wieczorek
- Jerzy Wostal